# Batalha de al-Qaim (2005)
Batalha de al-Qaim (codinome Operação Matador) foi uma ofensiva militar conduzida pelo Corpo de Fuzileiros Navais dos Estados Unidos, contra posições insurgentes na província de Anbar, no noroeste do Iraque, que decorreu de 8 de maio de 2005 a 19 de maio de 2005. Foi focada na eliminação de insurgentes e combatentes estrangeiros em uma região conhecida como rota de contrabando e um santuário para combatentes estrangeiros.